# Ejner Robert Walberg Andersen
Ejner Robert Walberg Andersen (11. august 1920 – 12. november 1948 i København) var SS-Rottenführer og medlem af HIPO-korpset. Han blev efter krigen henrettet ved skydning. Under retssagen mod ham spurgte anklageren om hans politiske baggrund, og hvorfor han var gået i tysk tjeneste. Dertil svarede han, "Jeg var glødende nazist og er det den dag i dag". Han blev dømt for drabet på politibetjenten Kaj Ove Hedal (1916-1945), som han 26. januar 1945 skød og dræbte med en pistol på Nytorv i København. Da han d. 18. oktober 1947 hørte dommerens afsigelse, reagerede han med ordene, "jeg modtager dødsdommen med største fornøjelse." Walberg Andersen udåndede tidligt om morgenen d. 12 november 1948.